# Mercy Ships

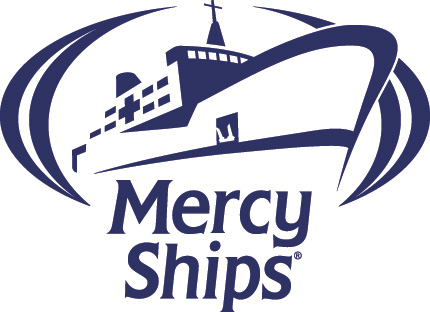
Logo von Mercy Ships

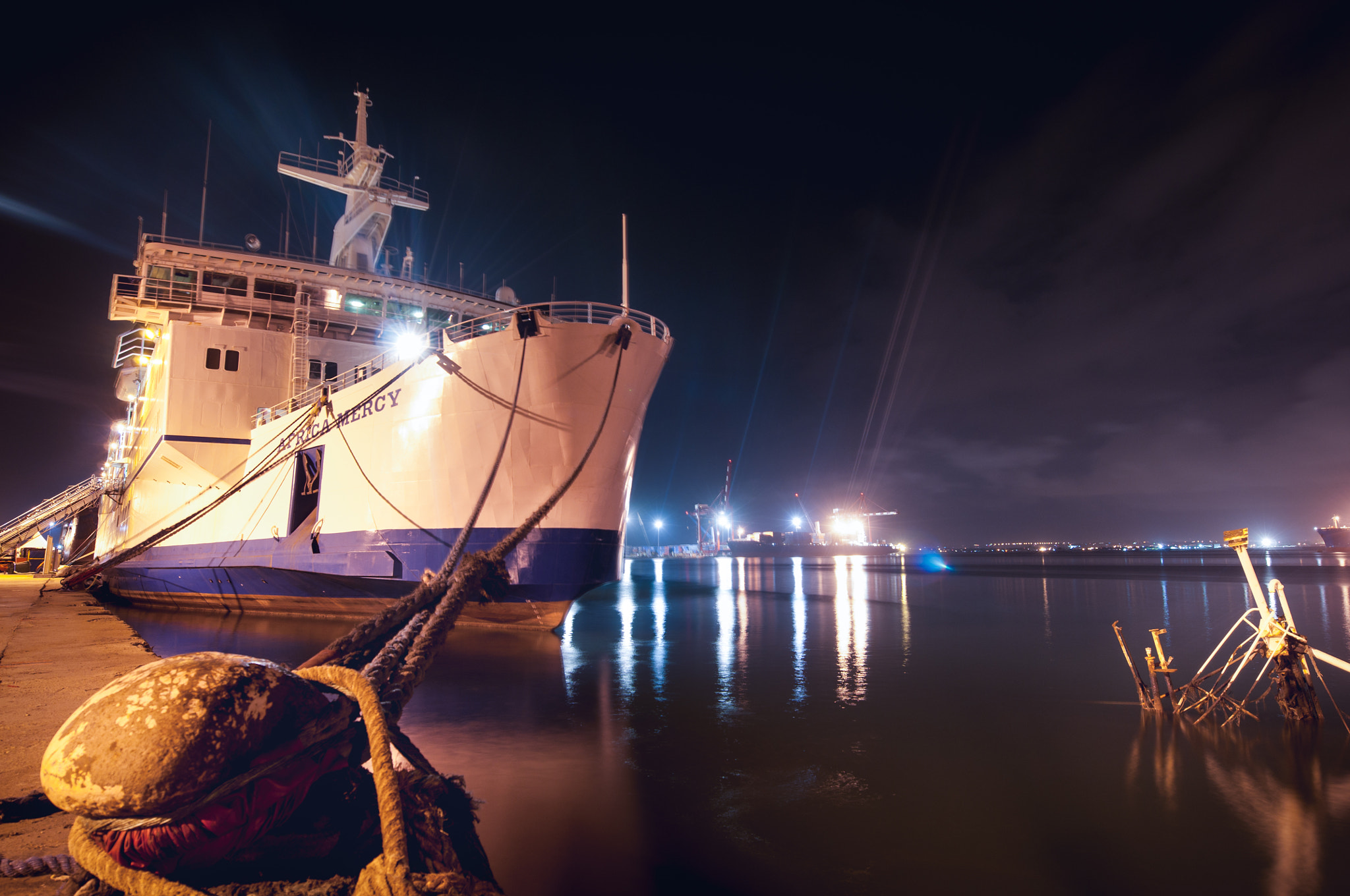
Die Africa Mercy im Hafen von Pointe Noire, Kongo

Mercy Ships ist eine internationale, christlich motivierte Hilfsorganisation, die seit 1978 Hospitalschiffe in Entwicklungsländern betreibt, derzeit mit der Africa Mercy und der Global Mercy die beiden größten zivilen Hospitalschiffe der Welt (seit 2007 bzw. 2022). Sie behandelt Patienten kostenlos, unabhängig von ihrer Religion, ihrer Herkunft oder ihrem Geschlecht.

## Geschichte und Errungenschaften
Mercy Ships wurde 1978 von Don und Deyon Stephens in Lausanne (Schweiz) gegründet. Ihre Vision war es, inspiriert durch ihren christlichen Glauben, den Ärmsten der Armen mit Hospitalschiffen medizinische Hilfe zu bringen. Seit 1995 ist die Hilfsorganisation ein nicht gewinnorientierter Verein nach schweizerischem Recht.
Die ersten von Mercy Ships betriebenen Schiffe waren die Anastasis (von 1978 bis 2007, früher Victoria), die Island Mercy (von 1983 bis 2001, früher Petite Forte und Good Samaritan) und die Caribbean Mercy (von 1994 bis 2006, früher Polarys).
Im Laufe seiner Geschichte besuchte Mercy Ships 594 Häfen und erbrachte Hilfsleistungen in 57 Ländern. Der Wert der ehrenamtlich geleisteten Unterstützung und Materialspenden beläuft sich auf über 1,5 Milliarden Euro. Die Einsätze kamen bislang mehr als 2,8 Millionen Menschen zugute. Über 110.000 Operationen wurden durchgeführt: zum Beispiel Lippenspalten, Katarakte, Behandlung von Brandnarben sowie die Behandlung von Fehlstellungen und Missbildungen.
Darüber hinaus wurden
- Über 488.000 Zahnbehandlungen bei mehr als 187.000 Patienten durchgeführt
- Mehr als 6.600 medizinische Fachkräfte (inklusive Chirurgen) aus den afrikanischen Partnerländern so weit ausgebildet, dass sie in ihrer Heimat als Multiplikatoren tätig sein können
- Über 49.000 Fachkräfte aus verschiedenen medizinischen Bereichen (Anästhesie, Pflege, Medizintechnik, Orthopädie, Chirurgie, Management) geschult
- Mehr als 252.000 Teilnehmer mit pflegerischen Grundlagen vertraut gemacht
- Über 1.100 nachhaltige Entwicklungsprojekte im Bereich Infrastruktur und Landwirtschaft erfolgreich abgeschlossen.

## Organisation
Zu Beginn war Mercy Ships Teil des internationalen Hilfswerkes Jugend mit einer Mission. Seit 2003 ist Mercy Ships als Organisation eigenständig.
Der Hauptsitz befindet sich heute in Lindale in Texas. Weltweit zählt Mercy Ships 17 nationale Organisationen und eine Büro für Afrika in Cotonou, Benin.
Mercy Ships Deutschland e. V. hat seinen Sitz in Landsberg am Lech, von 1995 bis 2017 in Kaufbeuren. Mercy Ships finanziert sich aus freiwilligen Zuwendungen von Privatpersonen, Firmen und Stiftungen und ist mit dem Spendensiegel der Deutschen Evangelischen Allianz ausgezeichnet.

## Ziele und Arbeitsweise
Ziel der Organisation Mercy Ships ist es, die Gesundheitsversorgung in Entwicklungsländern nachhaltig zu verbessern. Sie folgt damit dem Ziel 3 „Gesundes Leben für alle“ der globalen Ziele für nachhaltige Entwicklung. Das Programm umfasst neben der chirurgischen Versorgung auf dem Hospitalschiff auch die entsprechende Vor- und Nacharbeit im Einsatzland, die Weiterbildung von medizinischem und nicht-medizinischem Fachpersonal sowie Programme zur Förderung der medizinischen Infrastruktur und gesunden Lebensführung. Am 28. August 2018 unterzeichneten die Weltgesundheitsorganisation (WHO) und Mercy Ships in Dakar eine Kooperationsvereinbarung zur Verbesserung von Dienstleistungen im Bereich Chirurgie und Anästhesie in Afrika, das Schaffen von Zugang zu chirurgischer Versorgung sowie der Aufbau von Kapazitäten lokaler medizinischer Fachkräfte zur Stärkung der Versorgungssysteme vor Ort.
Die operative Hilfe ist auf die Spezialchirurgie ausgerichtet. Insbesondere Menschen mit großflächigen Gesichtstumoren, Fehlbildungen und Entstellungen erhalten an Bord kostenlose Operationen von Fachchirurgen aus der ganzen Welt. Zum medizinischen Spektrum gehören die Mund-, Kiefer- und Gesichtschirurgie, Orthopädie, plastische Chirurgie, Augenchirurgie und Gynäkologie.
Der übliche Planungsrhythmus beläuft sich auf 10 Monate Arbeit vor Ort und 2 Monate Wartungspause. Jährlich über 3000 Mitarbeiter setzen sich auf den Hospitalschiffen ehrenamtlich ein und kommen selbst für Unterkunft und Verpflegung auf. Sie leisten Hilfe in Form von Operationen, Zahnbehandlungen, Bau- und Landwirtschaftsprojekten sowie Ausbildungsprogrammen.
Die Einsätze erfolgen in fünf Phasen im Rahmen eines fünfjährigen Einsatzplanes. Die Organisation ist daher zeitgleich in fünf Ländern aktiv.

### Phase 1: Politische Vorarbeit
- Kontaktaufnahme und Beziehungsaufbau mit der Landesregierung
- Netzwerkaufbau und Zusammenarbeit mit lokalen Ministerien, Behörden und Nichtregierungsorganisationen
- Unterzeichnung eines Sitzabkommens (accord de siège) gemäß den Zielen der WHO und später eines zeitraumbezogenen Protokolls für die konkrete Zusammenarbeit.

### Phase 2: Analyse des Bedarfs und der Patientenlage
- Öffentlichkeitsarbeit und Kampagnen zur Information der lokalen Bevölkerung in Zusammenarbeit mit Partnern vor Ort
- Erstellung des Einsatzplanes und Planung verschiedener Patientenscreenings durch medizinische Teams
- Analyse lokaler Kapazitäten, der Sicherheitslage und organisatorische Vorbereitung

### Phase 3: 10-monatiger Hilfseinsatz des Hospitalschiffes
- Untersuchung und Vorbereitung der Patientinnen und Patienten für Operationen und Behandlungen an Bord
- Kostenlose chirurgische Operationen und zahnmedizinische Behandlungen
- Weiterbildung von lokalem Fachpersonal, u. a. in den Bereichen Anästhesie, Chirurgie, Augenheilkunde, Schmerztherapie, Medizintechnik, steriles Arbeiten und Sterilgutaufbereitung, Basis-Trauma-Versorgung, Palliativmedizin, Reanimation von Neugeborenen und Behandlung von Klumpfüßen durch die Gipsverbandtechnik „Ponseti-Methode“
- Einführung der WHO-Checkliste für sichere chirurgische Eingriffe in lokalen Krankenhäusern
- Individuelles Mentoring an Bord des Schiffes von einheimischen Chirurginnen und Chirurgen, Ärztinnen und Ärzten, Anästhesistinnen und Anästhesisten und Krankenpflegerinnen und Krankenpfleger
- Renovierung und Ausstattung von lokalen Gesundheitseinrichtungen
- Durchführung von Landwirtschaftsprojekten zur Verbesserung der Ernährungssituation und Einkommenslage.

### Phase 4: Nacharbeit und Weiterentwicklung der Projekte
- Begleitung des weitergebildeten Fachpersonals und Unterstützung bei der Implementierung in den Arbeitsalltag sowie der Weitergabe des Wissens an Dritte
- Unterstützung bei der eigenständigen Umsetzung und Weiterführung einzelner Projekte, sowie konkrete Unterstützung der Partner, z. B. bei unvorhergesehenen Problemen
- Überprüfung der vereinbarten Verwendung gespendeter Materialien
- Evaluierung erlernter Fähigkeiten der lokalen Fachkräfte

### Phase 5: Evaluation und Analyse der Nachhaltigkeit
- Analyse und Evaluation der Ergebnisse aus den Projekten hinsichtlich des Nutzens und Nachhaltigkeit für Patienten, lokal geschulte Fachkräfte und Standards in lokalen Gesundheitseinrichtungen
- Erstellen eines Evaluationsberichtes mit programmatischen Empfehlungen für zukünftige Einsätze und zur Vorlage beim nationalen Gesundheitsministerium des Einsatzlandes[3]

## Derzeitige Flotte und Einsatzländer

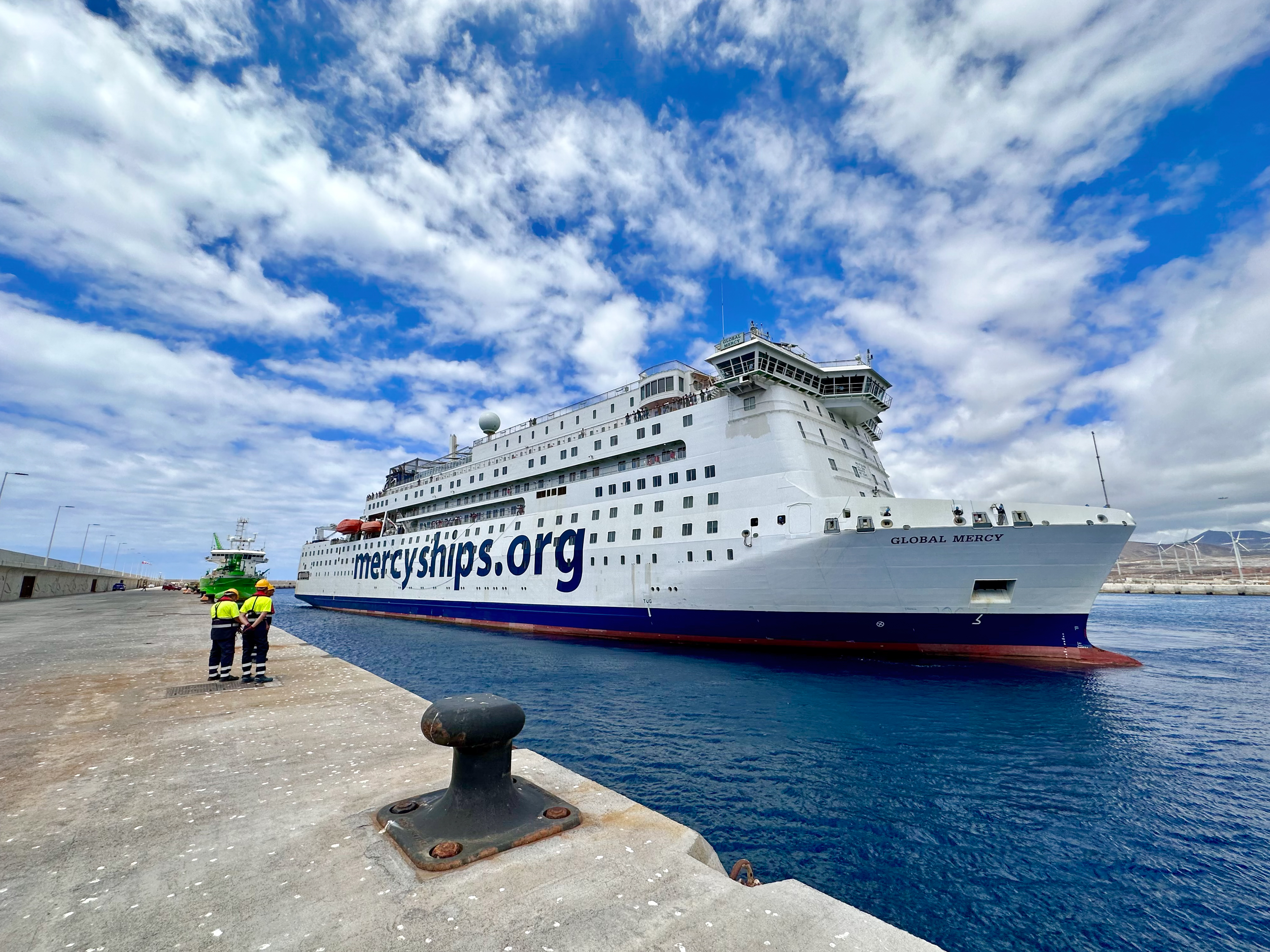
Die Global Mercy 2022 auf Teneriffa während der Vorbereitung für ihren ersten Einsatz im Senegal.

### Global Mercy– seit 2022
Ende 2013 erteilte Mercy Ships den Auftrag zum Bau eines neuen Hospitalschiffes. Die Global Mercy wurde im Juni 2021 abgeliefert, 2022 wurde sie eingeweiht. Sie ist 174 Meter lang, 28,6 Meter breit, 37.000 Tonnen schwer und damit das größte zivile Hospitalschiff der Welt. Sie ist das erste Schiff der Mercy Ships Flotte, das speziell für ihren Einsatzzweck konzipiert wurde. Sie bietet Platz für 200 Patienten. Bei voller Besetzung finden 950 Menschen an Bord Platz. Die Crew besteht aus Ehrenamtlichen aus der ganzen Welt.
Einsatzorte:
- Februar 2023 – Juli 2023: Dakar (Senegal und Gambia)[9]
- August 2023 – Juni 2024: Freetown (Sierra Leone)[10]
- Seit August 2024: Freetown (Sierra Leone)[11]

Mercy Ships rechnet damit, die Global Mercy 50 Jahre lang einzusetzen und in dieser Zeit 150.000 kostenlose Operationen durchzuführen. Hinter jeder Operation steht ein Mensch, dessen Leben durch die kostenlose Operation verändert und dessen Lebensqualität verbessert wird. Darüber hinaus werden tausende medizinische Fachkräfte aus Afrika an Bord fortgebildet. Ziel dieser Fortbildungen ist es, die Gesundheitsversorgung in Afrika über den Einsatz von Hospitalschiffen hinaus nachhaltig zu stärken.

### Africa Mercy– seit 2000

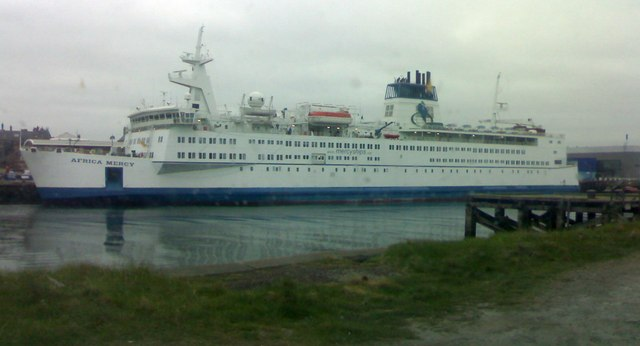
Die Africa Mercy im Hafen von Blyth, Mai 2007.

Im Jahr 2000 erwarb Mercy Ships sein 16.500 Tonnen schweres Flaggschiff, die Africa Mercy. Sie war zuvor als Eisenbahnfähre Dronning Ingrid in Dänemark eingesetzt worden. Nach Abschluss der Umbaumaßnahmen im März 2007 ersetzte die Africa Mercy die aus Altersgründen stillgelegte Anastasis. Die Africa Mercy war mit einer Länge von 152 und einer Breite von 23 Metern zu dieser Zeit das größte private Hospitalschiff der Welt. Im Mai 2007 fuhr die Africa Mercy aus der Werft in England zu ihrem ersten Einsatz in den Hafen von Monrovia (Liberia). Die Africa Mercy legt ausschließlich in Häfen der Sub-Sahara-Staaten an, um so in den Ländern mit dem höchsten Bedarf an chirurgischer Versorgung zu operieren.
Auf dem oberen Deck der Africa Mercy befinden sich 126 Kabinen mit Schlafmöglichkeiten für die über 400-köpfige Besatzung, darunter Familien, Paare und Alleinstehende. Das Schiff führt 28 Fahrzeuge für medizinische Einsätze an Land mit.
Einsatzorte:
- 2007: Monrovia (Liberia)
- 2009: Cotonou (Benin)
- 2010: Lomé (Togo)
- 2011: Freetown (Sierra Leone)
- 2012: Guinea & Togo
- August 2013 – Mai 2014: Pointe Noire (Republik Kongo)
- Oktober 2014 – Juli 2015: Toamasina (Madagaskar)
- September 2015 – Juni 2016: Toamasina (Madagaskar)
- August 2016 – Mai 2017: Cotonou (Benin)
- August 2017 – Juni 2018: Douala (Kamerun)
- August 2018 – Juni 2019: Conakry (Guinea)
- August 2019 – März 2020: Senegal[13] (Abbruch wegen COVID-19)
- März 2020 – Januar 2022: Zwangspause aufgrund von COVID-19 – Investition in Partnerschaften mit verschiedenen afrikanischen Ländern sowie Renovierung und Instandsetzung der Africa Mercy
- Februar 2022 – November 2022: Dakar (Senegal)[14]
- März 2023 – Januar 2024: Durban (Südafrika) – Instandhaltung des Schiffs
- Seit Februar 2024: Toamasina (Madagaskar)[15]

## Außer Dienst gestellte Schiffe

### Anastasis– 1978–2007

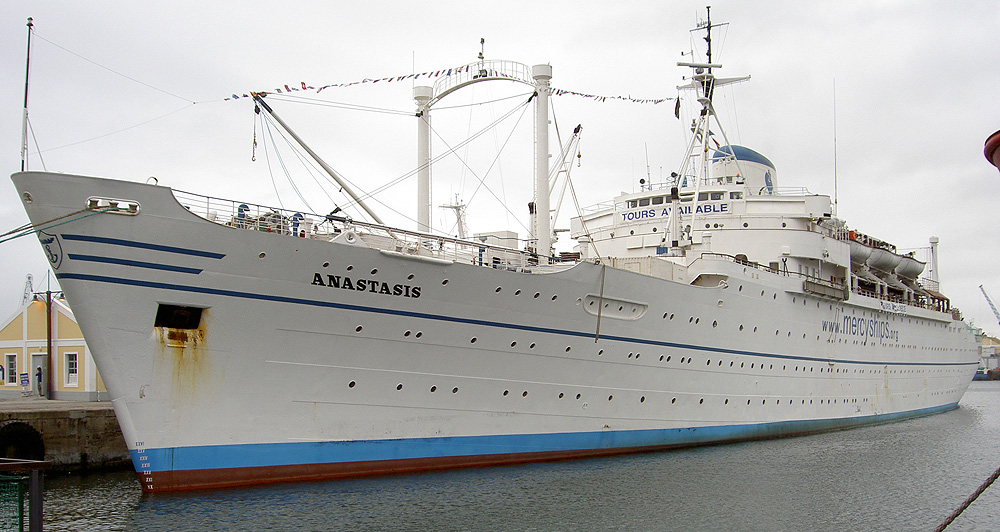
Die Anastasis.

Das erste Hospitalschiff, das stillgelegte Kreuzfahrtschiff Victoria, wurde vier Jahre lang umgebaut und renoviert. 1982 lief es mit einer internationalen 350-köpfigen Besatzung zu seinem ersten Einsatz aus. Die Gründer Don und Deyon Stephens lebten gemeinsam mit ihren vier Kinder für über zehn Jahre auf dem Schiff. Insgesamt besuchte es 275 Häfen und leistete 66 Einsätze in 23 Ländern: Guatemala, Neuseeland, Fidschi, Tonga, Samoa, Mexiko, Jamaika, Dominikanische Republik, Polen, Togo, Ghana, Estland, Elfenbeinküste, Guinea, Sierra Leone, Litauen, Senegal, Lettland, Südafrika, Madagaskar, Benin, Gambia und Liberia.

### Island Mercy– 1983–2001
1983 wurde die Petite Forte, eine neufundländische Küstenfähre, an Mercy Ships gespendet. Als Good Samaritan war sie elf Jahre lang mit einer Besatzung von 60 Personen in der Karibik sowie in Mittel- und Südamerika im Einsatz. 1994 wurde sie in Island Mercy umbenannt und in den Südpazifik überführt, wo sie bis 2001 im Dienst war. Durch ihren niedrigen Tiefgang konnte sie auch Häfen anlaufen, die für größere Mercy-Ships-Schiffe nicht zugänglich waren. Einsatzländer waren u. a.: Brasilien, die Dominikanische Republik, Guyana, Haiti, Guinea-Bissau, Samoa, die Tokelau-Inseln und Neuseeland.

### Caribbean Mercy– 1994–2006
1994 wurde die ehemalige norwegische Küstenfähre Polarlys erworben und in Caribbean Mercy umbenannt. Bis zu ihrem Verkauf im Jahr 2006 kam sie vor allem in der Karibik und in Mittelamerika zum Einsatz. Das Hospitalschiff bot Platz für eine 150-köpfige Besatzung. Die Caribbean Mercy besuchte 137 Häfen und führte dabei 56 Einsätze in 13 Ländern durch: Dominikanische Republik, Haiti, Nicaragua, Guatemala, El Salvador, Russland, Korea, China, die Philippinen, Kolumbien, Puerto Rico, Honduras und Belize.

## Medizinische Tätigkeitsbereiche
Das medizinische Fachpersonal an Bord bietet eine Reihe spezialchirurgischer Operationen und Behandlungen an. Das Spektrum umfasst folgende Bereiche:
- Zahnmedizin
- Mund-Kiefer-Gesichtschirurgie, z. B. Entfernung von Gesichtstumoren einschließlich erforderlicher Rekonstruktion, Schließung von Lippen-Kiefer-Gaumen-Spalten, plastische Rekonstruktion nach Erkrankungen wie Wangenbrand (Noma) etc.
- Plastische Chirurgie: Korrektur und Rekonstruktion nach massiven Verbrennungen und orthopädischen Verwachsungen
- Orthopädie und orthopädische Chirurgie, z. B. Korrektur von Klumpfüßen (entweder chirurgisch oder mittels Gipsverbandtechnik/Ponseti Methode); Operative Behandlung von Windschlag, X- und O-Beinen oder auch der Glasknochenkrankheit.
- Gynäkologische Operationen, z. B. bei Inkontinenz verursacht durch Geburtsfisteln unterschiedlicher Art.
- Augenchirurgie, z. B. operative Behandlung von Blindheit verursacht durch Grauen Star oder Pterygium.
- Allgemeine Chirurgie, z. B. operative Behandlung von Leistenbrüchen; Schilddrüsenvergrößerungen (Struma) oder Tumorgewächsen[20]

Das untere Deck der Africa Mercy ist mit fünf Operationssälen, Aufwach- und Krankenstation mit insgesamt 82 Betten, einer Intensivstation, einem Computertomografen, Röntgengerät und Labor ausgestattet.
Das Krankenhaus auf der Global Mercy erstreckt sich über das dritte und vierte Deck und hat eine Gesamtfläche von 7.000 Quadratmetern. Es bietet sechs Operationssäle, ein Labor, eine Radiologie, Pharmazie, Räumlichkeiten zur ambulanten Behandlung sowie eine Zahn- und Augenklinik. Auf den verschiedenen Krankenstationen werden große und kleine Patientinnen und Patienten versorgt. Für die Global Mercy wurden spezielle Krankenhausbetten konzipiert und umgesetzt. Diese bieten die Möglichkeiten, dass ein Angehöriger oder eine Angehörige ebenfalls untergebracht werden kann. Das ist nicht nur für die kleinen Patientinnen und Patienten an Bord wichtig, sondern in Afrika für alle ganz üblich.

## Mitarbeit
An Bord der Hospitalschiffe von Mercy Ships arbeiten ehrenamtliche und bezahlte Hilfs- und Fachkräfte aus über 60 Ländern. Sie kommen aus den unterschiedlichsten Bereichen: Chirurgie, Seefahrt, Küche, Pädagogik, Elektrotechnik, Hotelfach und vieles mehr. Neben den Funktionen im medizinischen Bereich arbeiten viele Ehrenamtliche auch im nicht-medizinischen Bereich mit, zum Beispiel in der Verwaltung, bei Reinigungs- und Unterhaltsarbeiten, der Öffentlichkeitsarbeit, als Lehrerinnen und Lehrer, an Deck und im Maschinenraum. Die Ehrenamtlichen finanzieren ihren Aufenthalt von Reisekosten über verpflichtende Impfungen bis hin zu Unterkunft und Verpflegung selbst. Zudem sind jeweils mehrere hundert einheimische Einsatzkräfte aus dem betreffenden Einsatzland tagsüber mit an Bord.
Die jeweiligen Länderbüros unterstützen die Arbeit der Africa Mercy sowie der Global Mercy im Bereich der Öffentlichkeitsarbeit, dem Fundraising, dem Recruiting und der Betreuung aller ehrenamtlichen Fachkräfte.

## Finanzierung
Über die Jahre hat Mercy Ships ein weltweites Netzwerk von Unterstützern, Sponsoren und Partnern aufgebaut. Die Arbeit ist durch Sach- und Geldspenden zu 100 % spendenfinanziert. Die Arbeit an Bord der Hospitalschiffe wird von ehrenamtlichem Fachpersonal durchgeführt. Mercy Ships arbeitet in enger Kooperation mit den jeweiligen Regierungen der Einsatzländer, welche Mercy Ships in der Regel die Hafenkosten erlassen.
Der Verein Mercy Ships Deutschland e.V. ist mit dem Spendenzertifikat der Deutschen Evangelischen Allianz ausgezeichnet. Ein Jahresbericht gibt Auskunft über Einnahmen und Ausgaben der Organisation.